# Aciagrion rarum
Aciagrion rarum је инсект из реда Odonata и фамилије Coenagrionidae. 

## Угроженост
Подаци о распрострањености ове врсте су недовољни.

## Распрострањење
Врста има станиште у Замбији и Анголи.

## Станиште
Станишта врсте су речни екосистеми и слатководна подручја. 